# Carlinhos (1937–2015)
Carlinhos, właśc. Luís Carlos Nunes da Silva (ur. 19 listopada 1937 w Rio de Janeiro, zm. 22 czerwca 2015) − piłkarz brazylijski, występujący na pozycji ofensywnego pomocnika.

## Kariera klubowa
Całą karierę piłkarską Carlinhos spędził we CR Flamengo, w którym grał w latach 1958–1969. Z Flamengo dwukrotnie zdobył mistrzostwo stanu Rio de Janeiro – Campeonato Carioca w 1963 i 1965 oraz wygrał Torneio Rio-São Paulo w 1961 roku. Łącznie barwach rubro-negro rozegrał 517 spotkań, w których strzelił 23 bramki.

## Kariera reprezentacyjna
W reprezentacji Brazylii Carlinhos jedyny raz wystąpił 7 czerwca 1964 w wygranym 4-1 meczu z reprezentacją Portugalii.

## Kariera trenerska
Po zakończeniu kariery piłkarskiej Carlinhos został trenerem. W latach 1983–2000 siedmiokrotnie był trenerem Flamengo. Z Flamengo dwukrotnie zdobył mistrzostwo Brazylii w 1987 (nieuznane przez CBF) i 1992, trzykrotnie mistrzostwo stanu Rio de Janeiro – Campeonato Carioca w 1991, 1999 i 2000 oraz Copa Mercosur 1999. Łącznie w roli trenera prowadził Flamengo w 313 meczach, z których 158 wygrał, 84 zremisował i 71 przegrał.